# Krzysztof Mateusiak
Krzysztof Mateusiak (ur. 28 kwietnia 1981) – polski aktor. 

## Życiorys
W 2000 ukończył Liceum Ogólnokształcące im. T.Kościuszki w Łukowie. W 2006 roku ukończył studia na Wydziale Aktorskim Państwowej Wyższej Szkoły Teatralnej im. Ludwika Solskiego we Wrocławiu. W latach 2005–2007 występował w Teatrze im. Stefana Żeromskiego w Kielcach.

## Filmografia
- 2003 – 2019: Na Wspólnej jako policjant Sznap
- 2004 – 2019: Pierwsza miłość jako bandyta, który dokonał napadu na sklep jubilerski
- 2006: Kryminalni jako alpinista Mariusz (odc. 62)
- 2007: Plebania jako dealer (odc. 925, 948)
- 2007: Dwie strony medalu jako cwaniak (odc. 110)
- 2008: Egzamin z życia jako kolega Magdy z kursu (odc. 103)
- 2009: Złotopolscy jako złodziej Andrzej Pękała (odc. 1065, 1066)
- 2009: Teraz albo nigdy! jako dziennikarz "Afery" (odc. 31, 32)
- 2010: Nowa jako kurier (odc. 7)
- 2011: Ludzie Chudego (odc. 19)
- 2012: Sęp jako technik policyjny
- 2012: Ojciec Mateusz jako Stoga (odc. 97)
- 2014: Wataha jako BOR-owiec (odc. 6)
- 2014: Na krawędzi 2 (odc. 13)
- 2015: O mnie się nie martw jako reporter (sezon III odc. 13 (39))
- 2015: M jak miłość jako Sulewski (odc. 1128)
- 2016: Past Life jako młody Romek
- 2016: Ojciec Mateusz jako oficer ABW (odc. 207)
- 2016: Na dobre i na złe jako Waluś (odc. 659)
- 2016: M jak miłość jako klient (odc. 1249)
- 2017: W rytmie serca jako technik kryminalistyki (odc. 10)
- 2017: Ojciec Mateusz jako ochroniarz Wiesław Wolak (odc. 222)
- 2017: O mnie się nie martw jako prowadzący (sezon VII odc. 12 (90))
- 2017: Na sygnale jako Witek (odc. 161)
- 2017: Komisarz Alex jako Witold Banaś (odc. 114)
- 2017: Szpital dziecięcy jako Robert (odc. 16)
- 2018: Ojciec Mateusz jako klient (odc. 261)
- 2018: Ojciec Mateusz jako lekarz pogotowia (odc. 260)
- 2018: M jak miłość jako gość w siedlisku (odc. 1378)
- 2018: Atlas jako pielęgniarz
- 2018–2019: Korona królów jako ojciec, pogorzelec

## Dubbing
- 2012: Uprising44: The Silent Shadows (Gra wideo) jako Nazista